# Talya G. A Solan

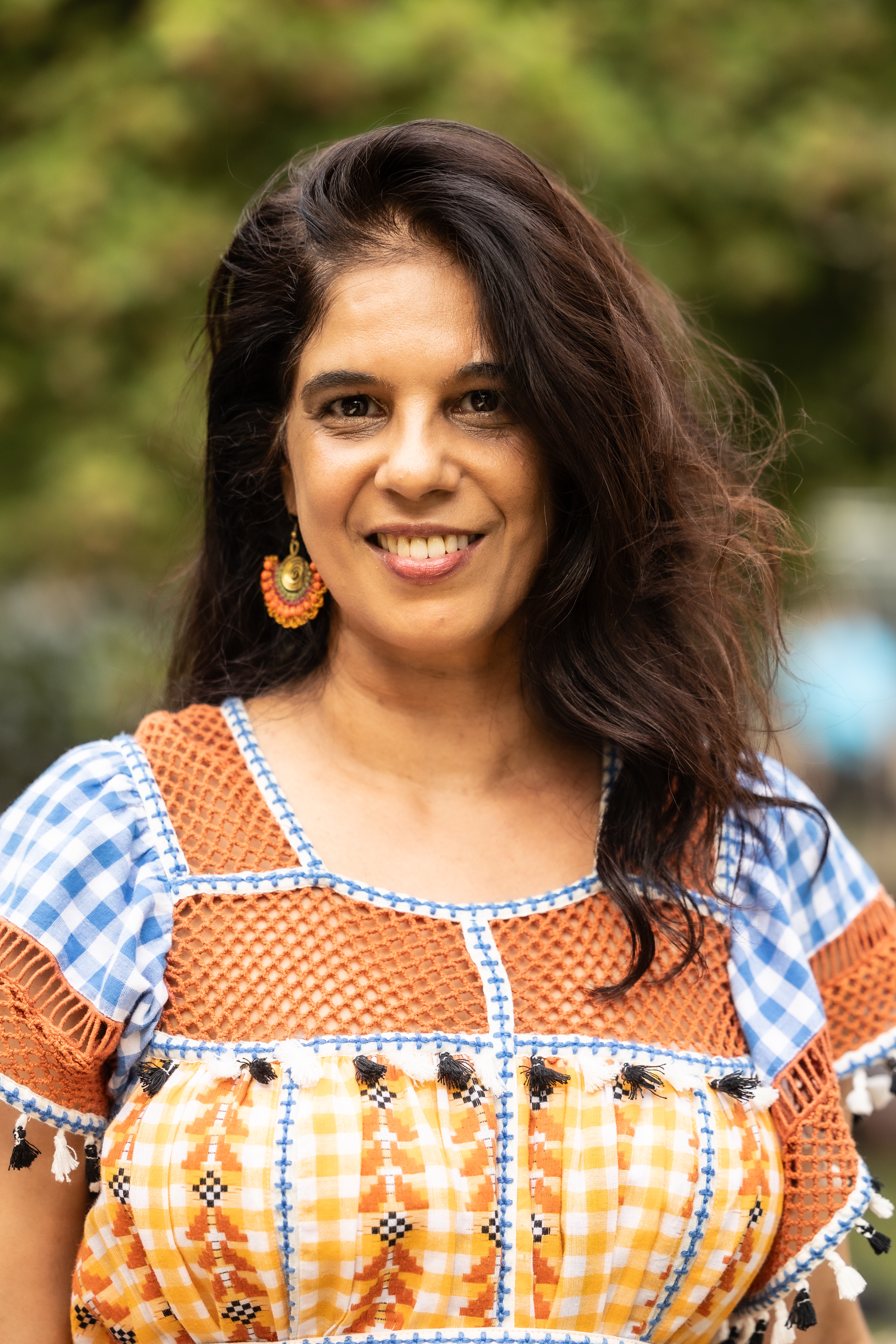
Talya G. A Solan beim Rudolstadt-Festival 2023

Talya G. A Solan hebräisch טליה ג. סולאן (geboren in Rehovot) ist eine israelische Sängerin (Mezzosopran), Arrangeuse und Musiktexterin. Sie tritt meist zusammen mit den Musikgruppierungen um das „Yamma Ensemble“, dem „Kedem Ensemble“ und „The Israeli Ethnic Ensemble“ auf.

## Leben und Wirken
Sie erhielt ihre musikalische Ausbildung an der Universität Tel Aviv, wo sie eine Schülerin von Rachel Hochman, einer Stimmbildnerin, war. Einen großen Einfluss auf ihre Repertoires ist durch die musikalischen Traditionen ihrer jemenitischen und sephardischen Großeltern bestimmt, die aus dem Jemen und Bulgarien stammten. Im Jahre 2004 startete Talya mit dem The Israeli Ethnic Ensemble,  wobei sie ihre Auftritte mit Musik des Balkans und der Sinti und Roma ergänzte. Das Ensemble entwickelte seinen Stil weiter und integrierte vielfältige Musikrichtungen.
Mit ihrer Musikgruppe dem Yamma Ensemble zeigt sie darüber hinaus ein vielfältiges Spektrum unterschiedlicher Musikkulturen und Traditionen.
Sie ist Mitglied des Ensemble Kol Kedem (kol kedem bedeutet „Stimme des Ursprungs“). Einer Verbindung von vier Musikern aus Italien, Antonello Messina (Akkordeon), dem Iran, Zhubin Kalhor (Gitarre) sowie der Schweiz bzw. Israel, Omri Hason (* 1962) (Perkussion), die sich von ihrer Herkunft und ihrem jeweiligen musikalischen Hintergrund beeinflussen ließen, um darüber hinaus Ladino-Gesänge, israelische Lieder und Melodien aus dem gesamten Mittelmeerraum neu interpretieren.

## Diskografie
- Talya G.A, 2006
- Israeli ethnic ensemble, 2007
- Erga – Israeli Ethnic Ensemble, 2009
- 21 songs of love, zusammen mit dem Krakauer Symphonieorchester, 2011
- Yamma – Yamma Ensemble, 2011
- La yave de mi kaza – Kedem Ensemble, 2015
- Basket full of stars – Yamma Ensemble, 2017
- Rose of the winds – Yamma Ensemble, 2020
- To awaken love – Yamma Ensemble, 2023